# ژانگ لی (بازیکن هندبال)
ژانگ لی (انگلیسی: Zhang Li؛ زادهٔ ۴ اکتبر ۱۹۷۶) بازیکن زن هندبال اهل چین است. وی در بازی‌های المپیک تابستانی ۱۹۹۶ و ۲۰۰۴ شرکت کرده‌است.